# 三雲成持
三雲 成持（みくも しげもち）は、戦国時代の武将。三雲城城主。当初は六角氏に属し、六角六宿老の一人で、父の三雲定持は六角定頼から、兄の三雲賢持は六角義賢からそれぞれ偏諱の授与を受けている。

## 生涯
近江国の戦国大名・六角氏に仕えていた。永禄9年（1566年）、浅井長政との戦いで兄の賢持が討死したため家督を継ぐ。翌年には家中の六宿老の一人として六角氏の分国法である六角氏式目に署名している。成持は六角氏の被官というよりは蒲生氏などと同じように緩やかな同盟者に近い立場にあったが、六角家中に影響力を与えるほどの有力な存在であった。領内の寺社を独自に統制し、恩賞の決裁を独自に行なうなど、その権力は相当なものであったと言われている。
永禄11年（1568年）、織田信長が近江国に侵攻。六角氏は観音寺城の戦いに敗れ、本拠を失い衰退した。その後の三雲氏は独立勢力として六角氏の再起を支援するなどしたが、元亀元年（1570年）に六角軍が織田軍に挑んだ野洲河原の戦いで父・定持が戦死するなど劣勢となり、天正3年（1575年）には佐久間信盛を通じて織田氏に降伏した。程なく浪人となったが、天正12年（1584年）頃に織田信雄に仕え、旧領復帰の約束を受けて、小牧・長久手の戦いでは信雄方として参戦、兵約700人を率いて伊勢松ヶ島城に滝川雄利らとともに籠城した。しかし、信雄と羽柴秀吉が和睦した為に旧領復帰は果たせず、和睦後は織田氏を離れ、蒲生氏郷に4000石で仕えた。後、蒲生氏が没落すると徳川氏に仕え、子の成長は徳川氏の旗本として旧領復帰を果たしている。
ちなみに彼の兄・三雲賢持の子が真田十勇士で有名な忍者、猿飛佐助のモデルであるとする説もある（詳細は猿飛佐助の項目を参照）。